# 杨莹 (乒乓球运动员)
杨莹（1953年—），中国女子乒乓球运动员，父亲为四川大学教授杨明照。

## 生涯
杨莹出道于1970年代，于1977年世锦赛与朝鲜选手朴英玉合作，获得女子双打冠军，为中国乒乓球队历史上第一位与外国选手分享世乒赛冠军的选手。1978年，杨莹在曼谷亚运会乒乓球赛中夺得女子团体冠军，同年夺得亚锦赛女队亚军及女团冠军。1980年代，杨莹从国家队退役，退役后的她移居国外，司职乒乓球教练。